# Tetrachlorek ksenonu
Tetrachlorek ksenonu (nazwa Stocka: chlorek ksenonu(IV)), XeCl
4 – nietrwały nieorganiczny związek chemiczny ksenonu na IV stopniu utlenienia z chlorem.

## Obliczenia teoretyczne
W celu ustalenia, czy związek ten jest stabilny przeprowadzone zostały teoretyczne obliczenia termodynamiczne. Ciepło tworzenia z pierwiastków w reakcji Xe (g) + 2 Cl2 (g) → XeCl4 (g) oszacowano na 50,9–61,1 kcal/mol, a energię dysocjacji w reakcji ¼ XeCl4 (g) → ¼ Xe (g) + Cl na 13,3–15,8 kcal/mol. Oznaczało to, że tetrachlorek ksenonu może istnieć, jednak nie będzie związkiem stabilnym. Obliczony potencjał jonizacji XeCl
4 wynosi 11,5 eV. Niska stabilność XeCl
4 została później potwierdzona za pomocą symulacji wykorzystujących poszerzoną teorię perturbacyjną Rayleigh-Schroedingera I i II rzędu.

## Próby syntezy
Próba jego otrzymania poprzez podmianę atomów fluoru atomami chloru w reakcji XeF
4 z BCl
3 zakończyła się niepowodzeniem – pośród produktów zamiast XeCl
4 wykryto Xe, Cl
2 i BF
3. Niezwykle krótko żyjące cząsteczki związku udało się natomiast uzyskać za pomocą reakcji jądrowej. Powstawanie XeCl
4 zaobserwowano bowiem podczas badania rozpadu β− anionu 129
ICl−
4. Reakcję, która nastąpiła, można zapisać następująco:
129
ICl−
4  →  129
XeCl
4 + e−
 + νe
Reakcja przeprowadzona została w temperaturze 4,2 K z wykorzystaniem K129
ICl
4·H
2O, zawierającego izotop 129 jodu o okresie półtrwania 1,6×106 lat; powstający z niego 129
Xe jest izotopem stabilnym. Efekt reakcji wykryto poprzez detekcję promieniowania gamma o energii 40 keV, które było wynikiem przejścia jądra atomu 129 z pierwszego stanu wzbudzonego do stanu podstawowego. Na tej podstawie oszacowano minimalny czas, przez który cząsteczka XeCl
4 zachowuje stabilność, na ∼10−9 s.

## Właściwości
W trakcie badań 129
XeCl
4 metodą spektroskopii Mössbauera zmierzono, że średni okres trwania atomu 129
Xe w stanie wzbudzonym wynosi 1,46×10−9 s. Udało się również ustalić, że na każdym z atomów chloru w cząsteczce tetrachlorku ksenonu istnieje cząstkowy ładunek −0,5 e.

## Potencjalne zastosowanie
Istnieje możliwość zastosowania XeCl
4 do naprawy masek fotolitograficznych. W procesie tym nadmiarowa warstwa chromu osadzona na powierzchni kwarcu jest usuwana za pomocą skoncentrowanej wiązki jonów, które powstają w wyniku oddziaływania wiązki elektronów z tak dobranym gazem, aby efektywnie trawić chrom, ale jednocześnie w możliwie małym stopniu naruszać powierzchnię kwarcu. Obliczenia wskazują, że XeCl
4 ma odpowiednie właściwości do tego celu.